# Jeanloup Sieff
Jeanloup Sieff (París, 1933-2000) fue un fotógrafo francés, su obra  ha sido reconocida por sus retratos a personalidades del mundo del espectáculo y políticos, pero también por sus reportajes y fotografías de paisajes y desnudos.
Nació  en París el 30 de noviembre de 1933 de padres de origen polaco. Sus estudios después del bachillerato fueron breves: estudió Letras durante dos semanas, periodismo durante diez días, fotografía en la Escuela Vaugirard en Francia durante un mes y después en Vevey Suiza durante siete meses. Su afición a la fotografía le hizo empezar como fotógrafo "amateur" a los quince años, elevando poco a poco su calidad fotográfica para debutar como reportero gráfico en 1954. Un año después ingresa a la revista Elle, donde primero realiza reportajes y posteriormente fotografía de moda hasta que deja la revista en 1959. Ese año comienza a trabajar para Réalités y Le Jardin des Modes. También abandona la agencia Magnum para trabajar por cuenta propia. Recibe el premio Niépce en 1959, consagrado a premiar la excelencia fotográfica.
En 1961, se estableció en Nueva York, donde colaboró con Look, Esquire, y principalmente con Harper's Bazaar. Estuvo durante breves estancias en Europa donde realizó trabajos para Twen, Vogue y Queen. En 1967, decidió trasladarse a París, donde trabajó para Vogue, Femme, Nova y otras publicaciones. Expuso a nivel nacional e internacional y varias de sus obras fueron adquiridas por distintos museos del mundo. Así en 1971 recibe la medalla de oro del museo de arte moderno de Skopje y ese mismo año hace una donación de varias colecciones a la Biblioteca Nacional de París que en esos años no disponía de fondos para comprar fotografías de autores franceses.
La característica más sobresaliente de su trabajo es el uso del blanco y negro, tomas fotográficas principalmente con gran angular y sus dramáticos contrastes en laboratorio. Su estilo muestra la influencia del surrealismo y de la nueva objetividad. Su obra ha sido premiada a nivel internacional desde Japón hasta Estados Unidos y se encuentra distribuida en diferentes partes de mundo.
Murió de cáncer a los 67 años, el 20 de septiembre de 2000 en París.
Entre los reconocimientos recibidos se encuentran el Premio Niépce en 1959 y el Gran premio nacional de fotografía de 1992. Fue nombrado Caballero de la Legión de Honor.